# کرسام
کرسام، روستایی است از توابع بخش چهاردانگه شهرستان ساری در استان مازندران ایران.

## جمعیت
این روستا در دهستان گرماب قرار داشته و براساس آخرین سرشماری مرکز آمار ایران که در سال 1394 قرار گرفت حدود 150 تا 200 خانوار بوده و اسم این روستا در قدیم کرسنگ بوده  که منظور همان تخت سنگ‌های بزرگ می‌باشد .این روستا از اهالی خون گرم و مهمانواز تشکیل شده‌است که دارای رسومات مذهبی بسیار جالب وبی نظیر می‌باشد.